# Речушинское муниципальное образование
Речушинское муниципальное образование — муниципальное образование со статусом сельского поселения в 
Нижеилимском районе Иркутской области России. Административный центр — посёлок Речушка.

## Демография
По результатам Всероссийской переписи населения 2010 года 
численность населения муниципального образования составила 1194 человека, в том числе 573 мужчины и 621 женщина.

## Населённые пункты
В состав муниципального образования входят населённые пункты
- Речушка